# کنده (درخت)

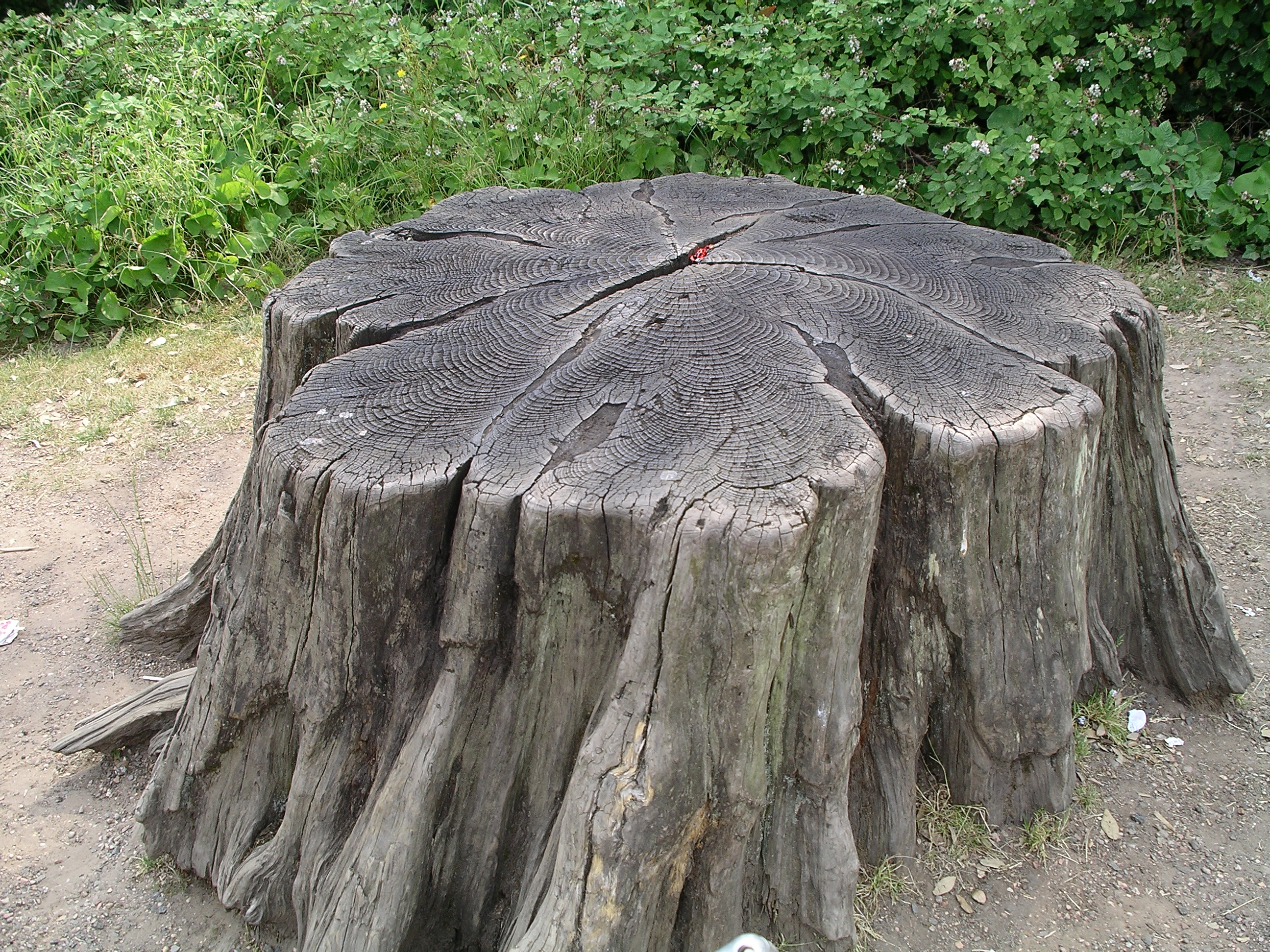
کنده درخت

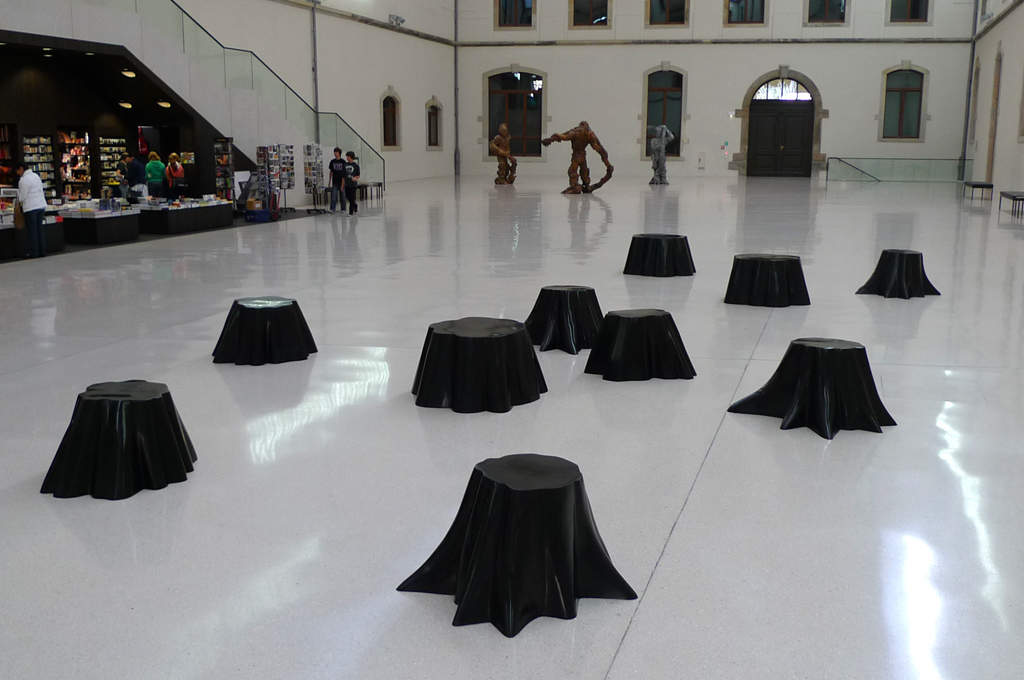
تندیس کُنده‌ها، اثر هنرمند آلمانی، ابرهارد بوسلت.

کُنده بخشی از تنه درخت است که پس از بریده شدن اصل تنه درخت بر روی زمین باقی می‌ماند و ریشه‌ها به آن وصل است. در بیشتر کنده‌ها حلقه‌هایی مربوط به دوره‌های رشد درخت دیده می‌شود که مطالعه آن‌ها شاخه‌ای علمی به نام تاریخ‌شماری درختی را تشکیل می‌دهد.
در اصطلاح جنگلداری، آنچه پس از قطع درخت از رویش جوانه‌های موجود در کُنده به وجود می‌آید «جَست» نام دارد. جست‌ها به صورت پاجوش یا ریشه‌جوش می‌رویند.
بدین منوال، جنگلی که اکثر درختان آن از جوانه‌های روییده از کُنده تشکیل شده باشد جنگل کُنده‌زاد نامیده می‌شود. جنگلی متشکل از درختانی با دو منشأ دانه‌ای و جَستی که سرانجام به جنگل دواُشکوبه تبدیل شود «جنگل دانه و کُنده‌زاد» نامیده می‌شود.